# Oficirska šola za zveze Jugoslovanske ljudske armade
Oficirska šola za zveze (kratica OŠV) je bila vojaško-izobraževalna ustanova za specialistično izobraževanje častnikov, ki je delovala v sestavi Jugoslovanske ljudske armade.

## Zgodovina
Šola je bila ustanovljena leta 1945 med splošno reorganizacijo jugoslovanskega vojaškega šolstva. Izobraževanje je trajalo 13 mesecev.
Leta 1955 so šolo ukinili z namenom organizacije vojaških akademij.